# Ngulak III
Ngulak III is een bestuurslaag in het regentschap Musi Banyuasin van de provincie Zuid-Sumatra, Indonesië. Ngulak III telt 846 inwoners (volkstelling 2010).